# Přepadení Jihlavy (1402)
Přepadení Jihlavy roku 1402 bylo ozbrojenou akcí oddílů moravské šlechty pod vedením Zikmunda z Křižanova podporující Prokopa Lucemburského a jeho bratrance, českého krále Václava IV., proti vojenské posádce města Jihlavy na česko-moravském pomezí loajální nově jmenovanému správci království Zikmundu Lucemburskému během moravských markraběcích válek. Před svítáním 19. února 1402 pronikli ozbrojenci nepozorovaně za městské hradby v místech poblíž kostela nanebevzetí Panny Marie a přilehlého kláštera minoritů. Na upozornění mnichů byli včasným zásahem městské posádky úspěšně odraženi. Střet byl jednou z nejvýraznějších konfrontací celého táhlého konfliktu, který pak vyvrcholil obléháním Znojma roku 1404.

## Pozadí
Po smrti Karla IV. se začal postupně hroutit řád jak v zemích Koruny české, tak i v Říši. Na Moravě v té době vládli společně synové významného moravského markraběte Jana Jindřicha Lucemburského, bratři Jošt a Prokop Lucemburští. Ti se podíleli na společném úsilí lucemburské dynastie na získání polské a uherské koruny. Finančně podpořili svého bratrance Zikmunda Lucemburského v získání uherské koruny. O finanční pomoc svých moravských bratranců usiloval i český král Václav IV. Po období poměrného klidu a spolupráce v letech osmdesátých však začal mocenský boj uvnitř lucemburské dynastie. Na straně jedné docházelo v prosazování cílů ke spolupráci Zikmunda a Jošta, na straně druhé Václav IV. hledal oporu u svého nejmladšího bratra Jana Zhořeleckého a bratrance – mladšího moravského markraběte Prokopa. Na Moravě skončila spolupráce obou moravských bratří a pro neplnění závazků z Joštovy strany (zejména vyplácení podílu ze zisku Braniborska) se rozhořela lokální válka.
Na stranu Jošta se postavila většina moravských pánů, kteří si však za to nechali zaplatit a bojovali fakticky jako žoldnéři. Prokop získal spojence zejména na severní Moravě a ve Slezsku. Boje byly střídány s neúspěšnými mírovými jednáními. Na Moravě začalo bezvládí, při kterém se mnozí šlechtici přeměnili v loupežné rytíře a přepadávali nejen hrady a vesnice svých protivníků, ale i vozy obchodníků nebo věznili rukojmí, od jejichž příbuzných požadovali výkupné. Roku 1394 vznikla proti králi Václavovi IV. panská jednota, která krále zajala a uvěznila. Z vězení ho vysvobodil jeho bratr Jan Zhořelecký, na jejich stranu se přidal i Prokop. Ten se stal Václavovým hlavním spojencem i po záhadné smrti Jana Zhořeleckého.

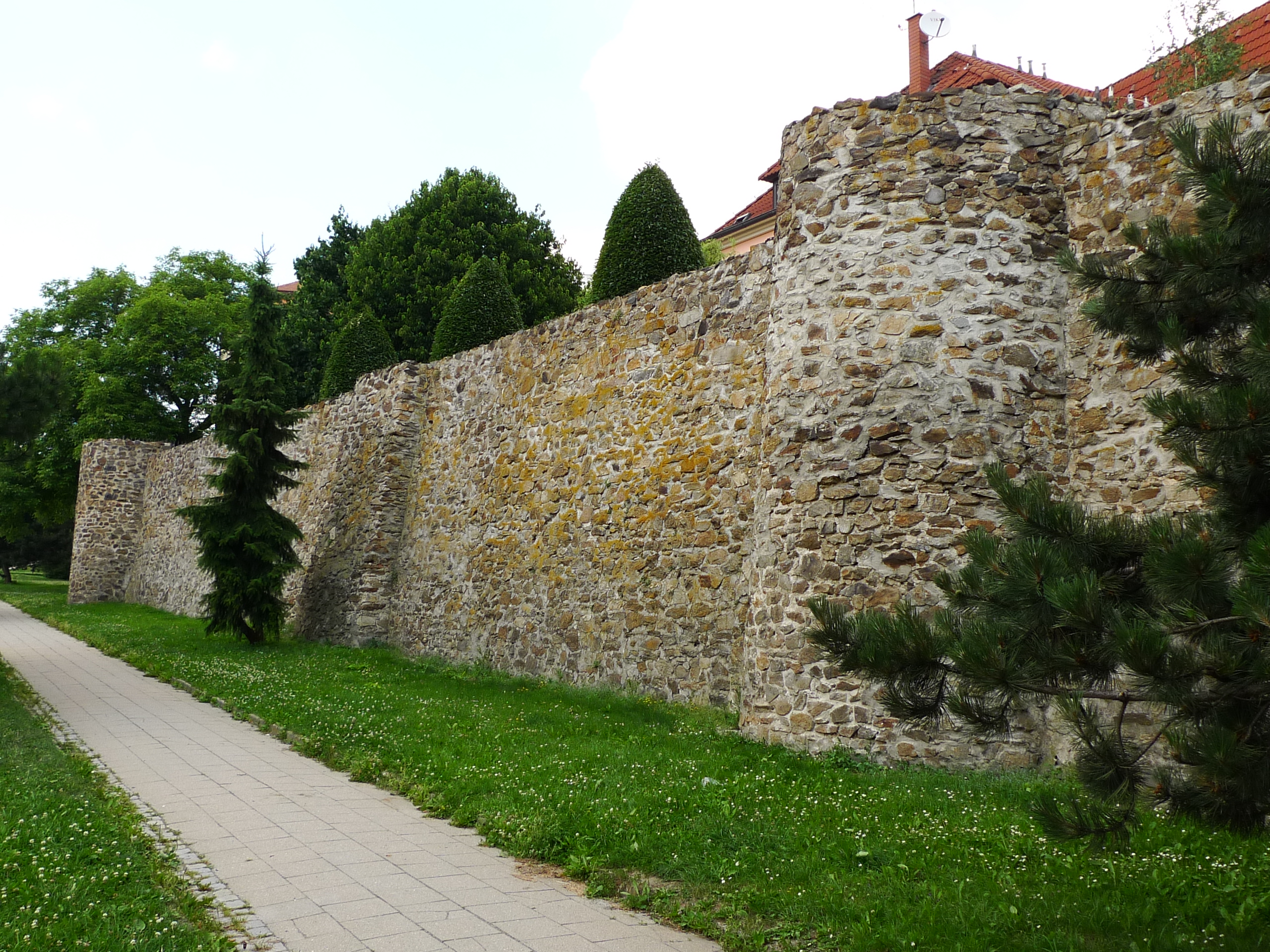
Pozůstatky městských hradeb

Po smrti olomouckého biskupa Mikuláše z Riesenburka v období sedisvakance pověřil král Václav IV. Prokopa správou tamních biskupských statků. Prokop nechal všechny biskupské hrady obsadit svou posádkou a ty se tak staly oporou krále Václava. Kapitula se bránila tím, že zábor biskupských statků oznámila papeži a ten uvalil na Prokopa a jeho příznivce, v jejichž čele stál známý válečník Jan Sokol z Lamberka, klatbu[nepřesný odkaz] a exkomunikaci z církve v roce 1399. Boje mezi jednotlivými šlechtici pokračovaly, docházelo k vzájemnému ničení majetku, vypalování vesnic a žalobám u zemských soudů v Brně či Olomouci, přičemž právo bylo v době bojů zcela nevymahatelné.

## Průběh akce
O akci se zmiňuje řada historických pramenů, především písemností z kronik a záznamů města Jihlavy.

V únoru 1402 byl Zikmund pověřen správou Českého království a říše, což vedlo dalšímu růstu napětí. Jedním z větších střetů konfliktu bylo pak přepadení města Jihlavy, především díky německé většině loajální Zikmundovi, moravskými šlechtici podporujícími moravského markraběte Prokopa Lucemburského. Zde byl nedlouhu předtím v městské věži uvězněn na pět týdnů zadlužený šlechtic Heřman z Bukové. Jakožto pomstu jeho cti se rozhodl jeho švagr Zikmund z Křižanova zorganizovat ozbrojené přepadení a patrně též podmanění města, který pro akci získal své příbuzné a přátelé, většinou okolní šlechtice, jako Zikmund z Rokštýna, Jan, Arnošt a Mikuláš z Leskovce, Vok IV. z Holštejna, Ondrák ze Švábova, Jan Dvořecký, Jan Sokol z Lamberka, Smil z Dírné a další. Svůj útok měl jistě i svůj strategický význam - Jihlava byla důležitým strategickým opevněným bodem u hranice s Čech s Moravou a necelými 5000 obyvateli patřila k největším a nejvýznamnějším městům v království. 

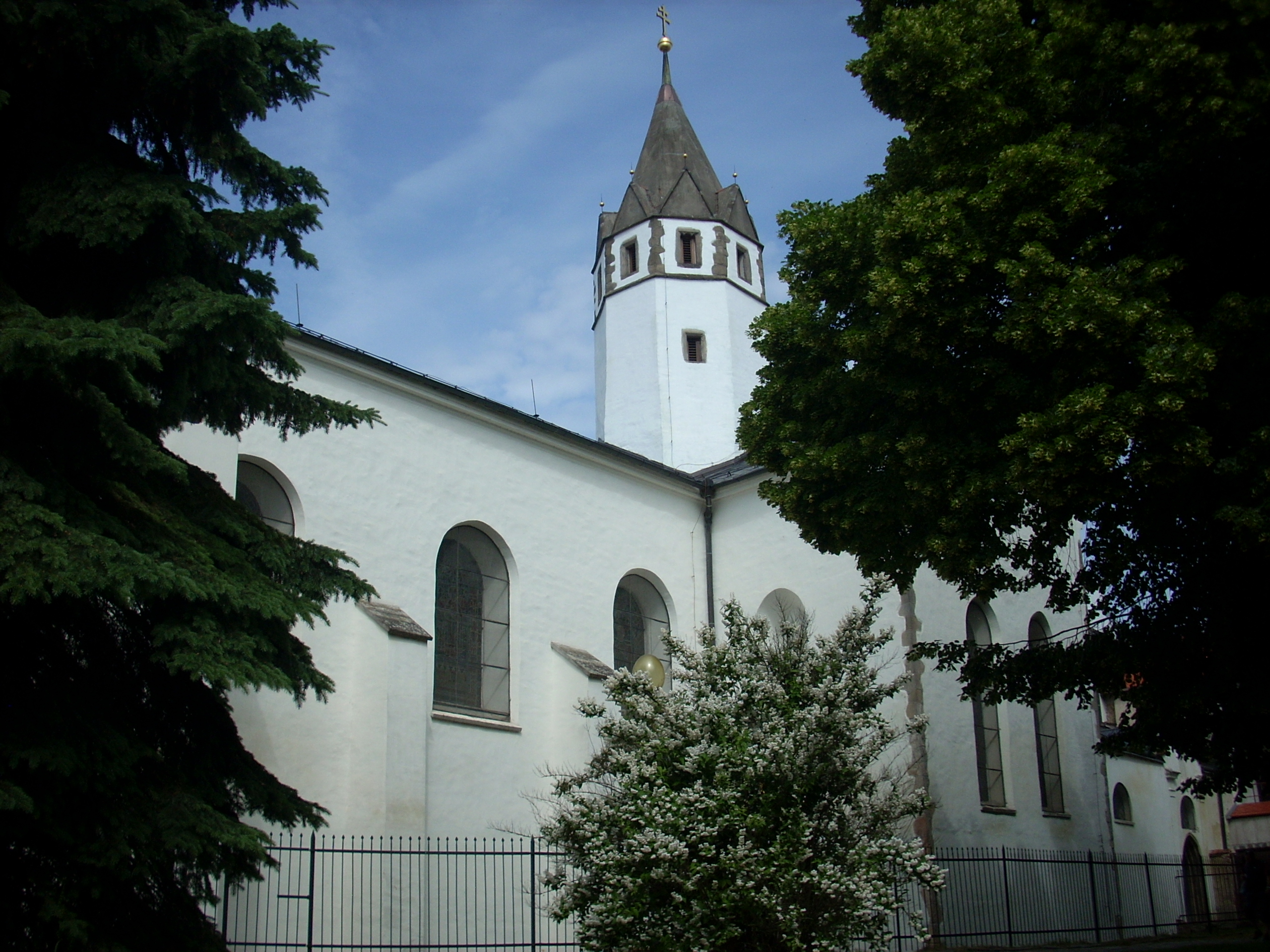
Klášter minoritů v Jihlavě

19. února 1402 zaútočili rytíři vedení Zikmundem z Křižanova na město. K hradbám v blízkosti městského kláštera minoritů přirazili dlouhé obléhací žebříky a překonali je. Záhy však byly zpozorováni nekým z obyvatel města a také minoritskými mnichy, kteří právě drželi noční chór. Mniši následně začali zvonit na klášterní zvony. Tím byla varována městská posádka, která útočníky po krátkém boji přemohla a zahnala. Na jihlavské straně byly 4 oběti, na straně útočníků sedm mrtvých a 12 zajatců. Podle listu Zikmunda z Křižanova z 21. února 1402 byl během přepadení zajat Jihlavany také on sám či Ondrák ze Švábova. Zajatí účastníci přepadení byli následně postaveni před hrdelní soud.
Počet zapojených bojovníků na obou stranách se pohyboval v řádu několika desítek, maximálně stovek ozbrojenců.

## Důsledky

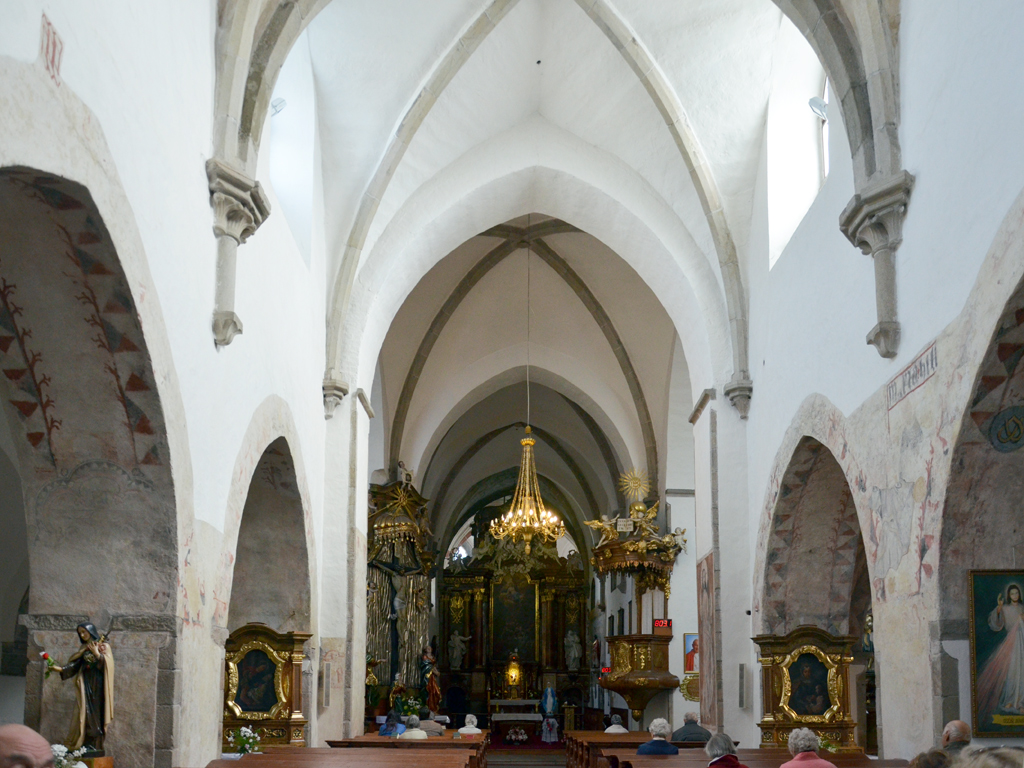
Interiér kostela nanebevzetí Panny Marie

Vítězství nad útočníky bylo ve městě bujaře oslavováno a zbrojnoši městské posádky byli pak každý odměněni 7 groši a pohoštěni kusem pečeného kapra. Tato událost se pak uchovala v paměti měšťanů po dlouhá léta a vždy na 19. února byly pořádány slavnosti, při kterých bylo servírováno právě kapří maso. Tato tradice pak zanikla po roce 1526.
Nedlouho poté byl v březnu roku 1402 byl Zikmundem Lucemburským zajat znovu jeho bratr král Václav IV., v červnu byl společnou akcí Zikmunda a Jošta lstí vylákán z hradu Bezděz a poté zajat a uvězněn i Prokop. V tomtéž roce však došlo i k zásadnímu obratu v Joštově politice. Rozešel se se Zikmundem a naznačil mu, že sám uvažuje o vládě v Čechách. V zemích koruny české se postavil na stranu Václava IV. a navázal spojení s opozicí v Uhrách proti Zikmundovi. Ten se spojil s Albrechtem IV. Rakouským a válka nabyla nových rozměrů. K rozhodujícímu střetnutí došlo v létě roku 1404 u Znojma, které pomáhal mj. hájit účastník jihlavského útoku Jan Sokol z Lemberka.
V roce 1436 bylo v kostele Nanebevzetí Panny Marie vytvořeno nástěnné vyobrazení přepadení Jihlavy z tohoto roku. V českých zemích nemá taková freska vzhledem ke svému námětu a obsahu v sakrálním prostoru obdobu. Z nařízení církve byla roku 1785 překryta, aby nenarušovala svou násilností prostor pro modlitby, a znovu byla odkryta při rekonstrukci kostela roku 1933.